# Petrusquelle (Riedenburg)
Koordinaten: 48° 59′ 30,4″ N, 11° 37′ 32,9″ O
Die Petrusquelle, auch Petersbrunnen, ist eine Karstquelle bei Riedenburg in Niederbayern.

## Beschreibung

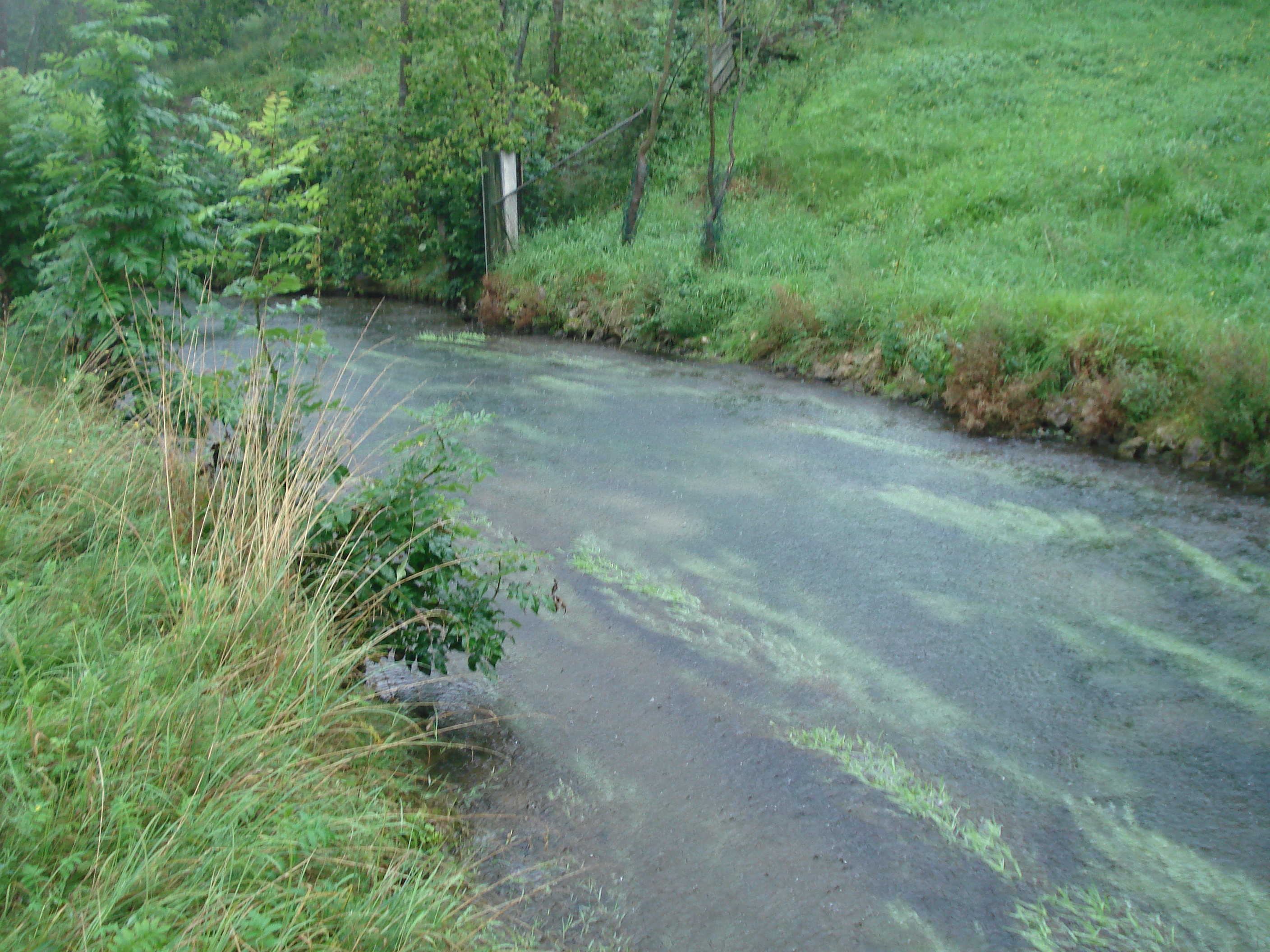
Abfließender Deisinger Bach

Die Petrusquelle liegt im Riedenburger Ortsteil Deising unterhalb der Petruskirche. Es handelt sich um einen aufgestauten Quelltopf mit leicht bläulich schimmerndem Wasser. Die mittlere Schüttung der Petrusquelle beträgt 550 l/s. Nach der Schneeschmelze oder nach Starkregen kann sie bis zu 6.000 l/s schütten. 1909 entflossen ihr pro Sekunde etwa 50.000 Liter trüb braunes Wasser, das Teile des Ortes zerstörte. Das Einzugsgebiet der Petrusquelle umfasst etwa 55 km². Die Quelle wurde vom Kloster Altmühlmünster gefasst. Sie betrieb zur damaligen Zeit eine Mühle und ein Sägewerk. Im Jahre 1945 brannte die Mühle komplett ab und wurde in den folgenden Jahren wieder aufgebaut. Heute wird die Petrusquelle zur Stromerzeugung und zum Betreiben des Sägewerkes genutzt. Der abfließende Deisinger Bach mündet nach etwa 430 Metern in die Altmühl.

## Geotop
Die Quelle ist vom Bayerischen Landesamt für Umwelt als Geotop 273Q004 ausgewiesen. Siehe hierzu auch die Liste der Geotope im Landkreis Kelheim.

## Petrusquellhöhle
Im Bereich um die Quelle können einige Hungerbrunnen austreten. Diese stehen in hydrologischem Zusammenhang mit der Petrusquelle, da sie ebenfalls dem Petrushöhlensystem entspringen. Durch einen künstlichen Zugang konnte im Jahr 2003 die aktive Wasserhöhle begangen werden. Hierbei wurden etwa 1000 Meter Ganglänge vermessen. Der Eingang wurde wieder verschlossen und die Höhle ist heute nicht mehr zugänglich. Im Höhlenkataster Fränkische Alb (HFA) ist die Höhle als I 175 registriert.